# Mihaela Petrilă
Mihaela Petrilă (Pașcani, 7 de mayo de 1991) es una deportista rumana que compitió en remo.
Participó en los Juegos Olímpicos de Río de Janeiro 2016, obteniendo una medalla de bronce en la prueba de ocho con timonel.
Ganó una medalla de oro en el Campeonato Mundial de Remo de 2017 y tres medallas en el Campeonato Europeo de Remo entre los años 2014 y 2017.

## Palmarés internacional
| Juegos Olímpicos   | Juegos Olímpicos          | Juegos Olímpicos  | Juegos Olímpicos |
| Año                | Lugar                     | Medalla           | Prueba           |
| ------------------ | ------------------------- | ----------------- | ---------------- |
| 2016               | Río de Janeiro (Brasil)   | Medalla de bronce | Ocho con timonel |
| Campeonato Mundial |                           |                   |                  |
| Año                | Lugar                     | Medalla           | Prueba           |
| 2017               | Sarasota (Estados Unidos) | Medalla de oro    | Ocho con timonel |
| Campeonato Europeo |                           |                   |                  |
| Año                | Lugar                     | Medalla           | Prueba           |
| 2014               | Belgrado (Serbia)         | Medalla de oro    | Ocho con timonel |
| 2015               | Poznań (Polonia)          | Medalla de bronce | Ocho con timonel |
| 2017               | Račice (República Checa)  | Medalla de oro    | Ocho con timonel |